# 월트 디즈니 레코드
월트 디즈니 레코드(영어: Walt Disney Records)는 월트 디즈니 컴퍼니의 레코드 회사 디즈니 뮤직 그룹의 레이블이다.

## 음반
- 인어 공주
- 미녀와 야수 (사운드트랙)
- 라이온 킹 (1994년 사운드트랙)
- Tron: Legacy
- 겨울왕국 (사운드트랙)

## 같이 보기
- 할리우드 레코드